# Otto Bucher
Otto Bucher fue un deportista suizo que compitió en remo. Participó en los Juegos Olímpicos de Ámsterdam 1928, obteniendo una medalla de plata en la prueba de cuatro con timonel.

## Palmarés internacional
| Juegos Olímpicos | Juegos Olímpicos         | Juegos Olímpicos | Juegos Olímpicos   |
| Año              | Lugar                    | Medalla          | Prueba             |
| ---------------- | ------------------------ | ---------------- | ------------------ |
| 1928             | Ámsterdam (Países Bajos) | Medalla de plata | Cuatro con timonel |